# Cala Rotja
La playa Cala Rotja está situada en Santa Eulalia del Río, en la parte oriental de la isla de Ibiza, en la comunidad autónoma de las Islas Baleares, España.
Es una playa con un acceso muy complicado ya que tiene un acantilado sin camino para llegar hasta ella.
Cerca se encuentra el Puerto Deportivo Marina de Botafoc.